# 十字架の用心棒
『十字架の用心棒』（じゅうじかのようじんぼう、イタリア語: Anche nel west c'era una volta Dio）は、マリノ・ジロラミ監督による1968年のマカロニ・ウェスタン。ロバート・ルイス・スティーヴンソンの1883年の小説『宝島』を原作としている。

## あらすじ
宝を独り占めにしようと逃走中のボブ・フォードは、死ぬ直前に宝地図を天井に隠す。その後、宝の地図は少年のトミーによって発見される。チャスキートとトミー、叔父のピンク、メキシコのセラルボ一味が宝を探す旅に出発する。

## キャスト
| 役名           | 俳優                     | 日本語吹替                                              |
| 役名           | 俳優                     | 東京12ch版                                              |
| -------------- | ------------------------ | ------------------------------------------------------- |
| パット         | リチャード・ハリソン     | 中田浩二                                                |
| チャスキード   | ギルバート・ローランド   | 小林昭二                                                |
| セラルボ       | エンニオ・ジローラミ     | 青野武                                                  |
| 叔父           | ロベルト・カマルディエル | 塩見竜介                                                |
| 大佐           | フォルコ・ルリ           | 金井大                                                  |
| トミー         | ハンベルト・センペーレ   | 塩屋翼                                                  |
| ブッチ         | ラフ・バルダサーレ       | 家弓家正                                                |
| マルタ         | ドミニク・ボシェロ       | 増山江威子                                              |
| 不明 その他    | N/A                      | 立壁和也 田村錦人 加藤修 徳丸完 藤城裕士 安田隆         |
| 日本語スタッフ |                          |                                                         |
| 演出           | 演出                     | 蕨南勝之                                                |
| 翻訳           | 翻訳                     | 加藤享                                                  |
| 効果           | 効果                     | TFC                                                     |
| 調整           | 調整                     | 飯塚秀保                                                |
| 制作           | 制作                     | 東北新社                                                |
| 解説           | 解説                     | 芥川也寸志                                              |
| 初回放送       | 初回放送                 | 1972年5月11日 『木曜洋画劇場』 21:00-22:56 正味95分36秒 |